# Петраково (Санинский сельсовет)
Петраково — деревня в Бабаевском районе Вологодской области.
Входит в состав Санинского сельского поселения, с точки зрения административно-территориального деления — в Санинский сельсовет.
Расстояние по автодороге до районного центра Бабаево составляет 28 км, до центра муниципального образования деревни Санинская — 2 км. Ближайшие населённые пункты — Дедовец, Тимохино, Чащино.
Население по данным переписи 2002 года — 1 человек.